# Joachim Peiper

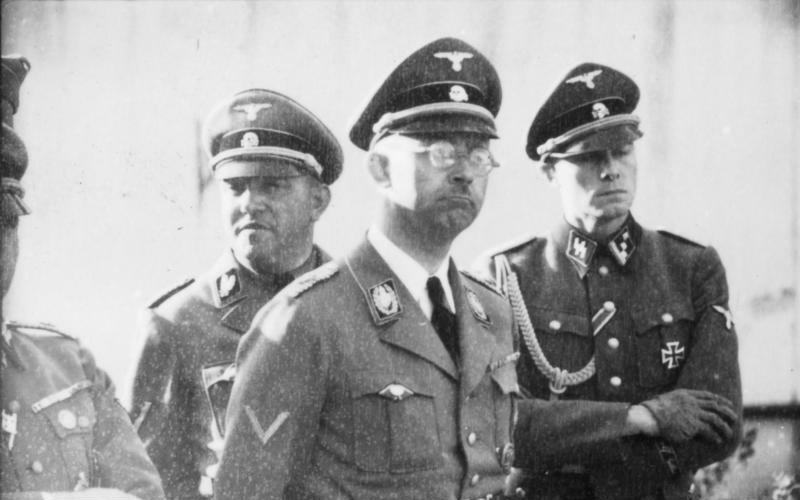
Od lewej: Josef Dietrich, Heinrich Himmler i Joachim Peiper (1940)

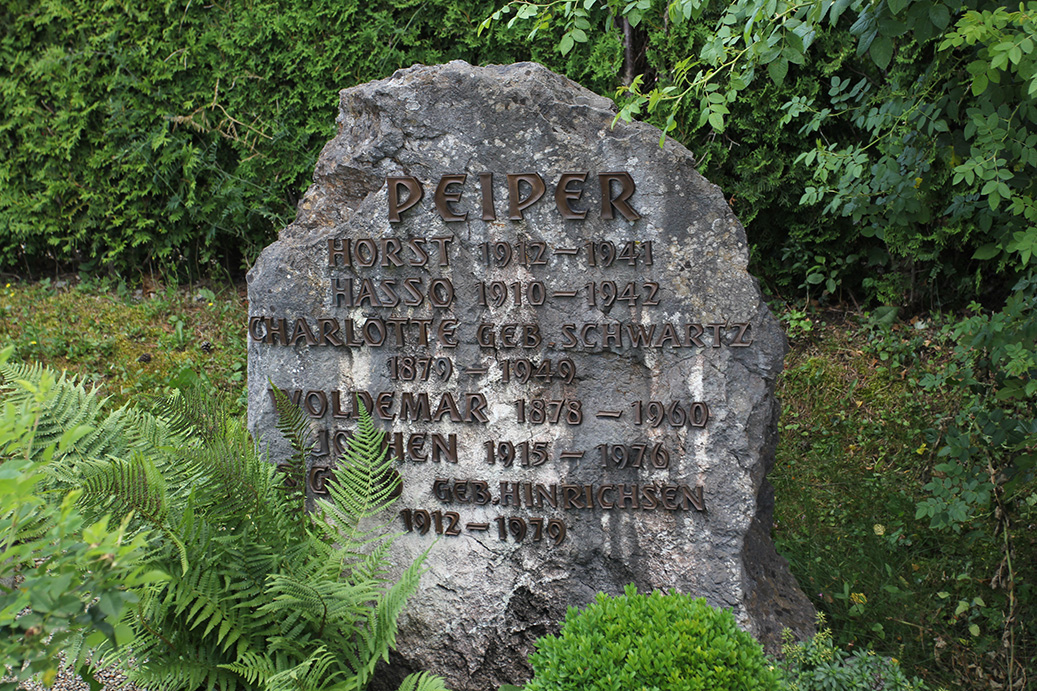
Grób Joachima Peipera w Schondorf am Ammersee

Joachim Peiper, Jochen Peiper (ur. 30 stycznia 1915 w Berlinie, zm. 13 lipca 1976 w Traves) – niemiecki oficer SS i Waffen-SS, dowódca Kampfgruppe, zbrodniarz wojenny.

## Życiorys
Jego ojciec, pochodzący ze Śląska, służył w stopniu kapitana podczas I wojny światowej w Afryce Wschodniej. Joachim Peiper miał dwóch braci: Hansa i Horsta. W 1933 roku wstąpił do SS. W latach 1938–1941 był adiutantem Heinricha Himmlera; w 1939 ożenił się z jedną z sekretarek jego sztabu. Po agresji Niemiec na Polskę towarzyszył Himmlerowi w wizytacjach obozów koncentracyjnych i gett na terenie Niemiec i Generalnego Gubernatorstwa. Według własnej relacji obserwował wczesne próby uśmiercania ludzi gazem. Od sierpnia 1941 roku walczył na froncie wschodnim w szeregach 1 Dywizji Pancernej SS Leibstandarte-SS Adolf Hitler, do której modus operandi należało mordowanie jeńców i cywilów. Podczas ofensywy w Ardenach (grudzień 1944–styczeń 1945) dowodził Kampfgruppe Peiper. Był odpowiedzialny za masakrę w Malmedy w grudniu 1944.
W maju 1946 Peiper stanął wraz z grupą swoich żołnierzy z Waffen-SS przed amerykańskim sądem wojskowym w Dachau pod zarzutem dokonania zbrodni wojennych i został 11 lipca skazany na karę śmierci. Peiper nie przyłączył się do rozpatrzonych w procesie skarg podkomendnych na rzekome maltretowanie w śledztwie i skomentował je prywatnie jako zdradę. Po przegranym procesie i nieskutecznej apelacji do Sądu Najwyższego amerykański adwokat esesmanów uruchomił kampanię prasową i polityczną, która przy poparciu m.in. senatora McCarthy’ego, magazynu The Progressive, dwóch niemieckich biskupów i środowisk byłych nazistów podważała sprawiedliwość wyroku. Mimo że żadna z komisji sądowych nie znalazła wystarczających dowodów, by unieważnić śledztwo, a kolejni dowódcy EUCOM podtrzymywali słuszność werdyktu z 1946, kara dla Peipera została w 1951 z pobudek politycznych zamieniona na dożywotne więzienie, a następnie skrócona.
Peiper został przedterminowo zwolniony z więzienia w 1956. Wsparcie HIAG (organizacji weteranów Waffen-SS) pozwoliło mu wybierać pomiędzy trzema ofertami zatrudnienia, z których najbardziej lukratywna była umowa z Porsche. Pracował tam w latach 1957–1960. Został zwolniony na skutek protestów włoskiego związku zawodowego, choć właściciel koncernu usiłował przenieść go na stanowisko menedżerskie. Peiper wygrał przeciw byłemu pracodawcy proces o odszkodowanie i z pomocą HIAG przeniósł się do Volkswagena. Podjęte przez Centralę Badania Zbrodni Narodowosocjalistycznych w Ludwigsburgu w 1964 śledztwo w sprawie zbrodni dokonanej przez jednostkę Peipera na cywilnej ludności włoskiego miasteczka Boves w 1943 zostało umorzone z braku dowodów.
W 1972 roku osiadł we Francji, w departamencie Górna Saona, w miejscowości Traves. W 1974 roku, robiąc zakupy w pobliskim sklepie, został rozpoznany (najprawdopodobniej po nazwisku) przez francuskiego komunistę, który złożył o tym raport swojej Francuskiej Partii Komunistycznej. W czerwcu 1976 roku w Traves pojawiły się ulotki z podobizną Peipera, informujące o jego przeszłości. Artykuł o nim i miejscu jego pobytu pojawił się również w gazecie „L’Humanité”. W rezultacie Peiper otrzymał anonimowe groźby i ultimatum, że jeśli nie opuści Francji, zostanie zabity. Odesłał rodzinę do Niemiec, lecz sam zdecydował się pozostać w Traves. W nocy 13 lipca 1976 roku, w przeddzień Święta Narodowego Francji, w jego domu doszło do strzelaniny, a sam budynek spłonął w wyniku podpalenia. W zgliszczach znaleziono zwęglone zwłoki z kulą w piersi, które sąd uznał za ciało Peipera. Sprawców morderstwa nie wykryto.

## Odznaczenia
- Medal Pamiątkowy 13 marca 1938 (1938)[13]
- Medal Pamiątkowy 1 października 1938 (1938)[13]
- Krzyż Żelazny II Klasy (31 maja 1940)[14]
- Krzyż Żelazny I Klasy (1 lipca 1940)[14]
- Brązowa Odznaka Szturmowa Piechoty (1940)[13]
- Honorowy Pierścień SS (1941)[13]
- Medal za Kampanię Zimową na Wschodzie 1941/1942 (1942)[13]
- Krzyż Rycerski Krzyża Żelaznego (9 marca 1943)[14]
  - Liście Dębu (27 stycznia 1944)[14]
  - Liście Dębu i Miecze (11 stycznia 1945)[14]
- Złoty Krzyż Niemiecki (6 maja 1943)[14]
- Srebrna Odznaka za Zniszczenie Czołgu (Panzervernichtungsabzeichen in Silber) (24 lipca 1943)[14]
- Srebrna Odznaka za Walkę Wręcz (Nahkampfspange in Silber)[14]
- Brązowa Odznaka Sportowa SA[13]
- Odznaka za Służbę w SS III Klasy[15]
- Złota Odznaka za Rany[16]